# شوباندو
شوباندو (به لاتین: Xobando) یک شهرک در جمهوری خلق چین است که در شهرستان لهورونگ واقع شده‌است. شوباندو
- نفر جمعیت دارد.